# Fransgräs
Fransgräs (Schismus barbatus) är en gräsart som först beskrevs av Carl von Linné, och fick sitt nu gällande namn av Albert Thellung. Enligt Catalogue of Life ingår Fransgräs i släktet fransgrässläktet och familjen gräs, men enligt Dyntaxa är tillhörigheten istället släktet fransgrässläktet och familjen gräs. Arten förekommer tillfälligt i Sverige, men reproducerar sig inte. Inga underarter finns listade i Catalogue of Life.